# Gmina Osiek (Powiat Staszowski)
Die Gmina Osiek [ˈɔɕek]ⓘ ist eine Stadt-und-Land-Gemeinde im Powiat Staszowski der Woiwodschaft Heiligkreuz in Polen. Ihr Sitz ist die gleichnamige Stadt mit etwa 2000 Einwohnern.

## Geographie
Nachbargemeinden sind Baranów Sandomierski, Gawłuszowice, Łoniów, Padew Narodowa, Połaniec, Rytwiany und Staszów.

## Geschichte
In den Jahren 1975 bis 1998 gehörte die Gemeinde zur Woiwodschaft Tarnobrzeg.

## Gliederung
Die Stadt-und-Land-Gemeinde Osiek hat eine Fläche von 129,33 km², auf der etwa 7800 Menschen leben. Zur Gemeinde gehören folgende Schulzenämter (sołectwo):
Bukowa, Długołęka, Kąty, Lipnik, Matiaszów, Mucharzew, Niekrasów, Niekurza, Ossala, Pliskowola, Strużki, Suchowola, Sworoń, Szwagrów, Trzcianka-Kolonia, Trzcianka, Tursko Wielkie, Mikołajów.

## Verkehr
Durch die Gemeinde und ihren Hauptort verläuft die Landesstraße DK 79. In nördlicher Richtung folgt nach etwa 25 Kilometern Sandomierz, im Süden sind es 10 Kilometern nach Połaniec. Die von Westen kommende Woiwodschaftsstraße DW 765 führt in den etwa 15 Kilometer entfernten Hauptort des Powiats, Staszów. Der nächste internationale Flughafen ist der 60 Kilometer südöstlich gelegene Flughafen Rzeszów-Jasionka.

## Sehenswürdigkeiten
In die Denkmalliste der Woiwodschaft sind in der Gemeinde eingetragen:
- Die Holzkirche mit separatem Glockenturm in Niekrasów (18. Jahrhundert)
- Der Friedhof in Niekrasów
- Die Pfarrkirche in Osiek

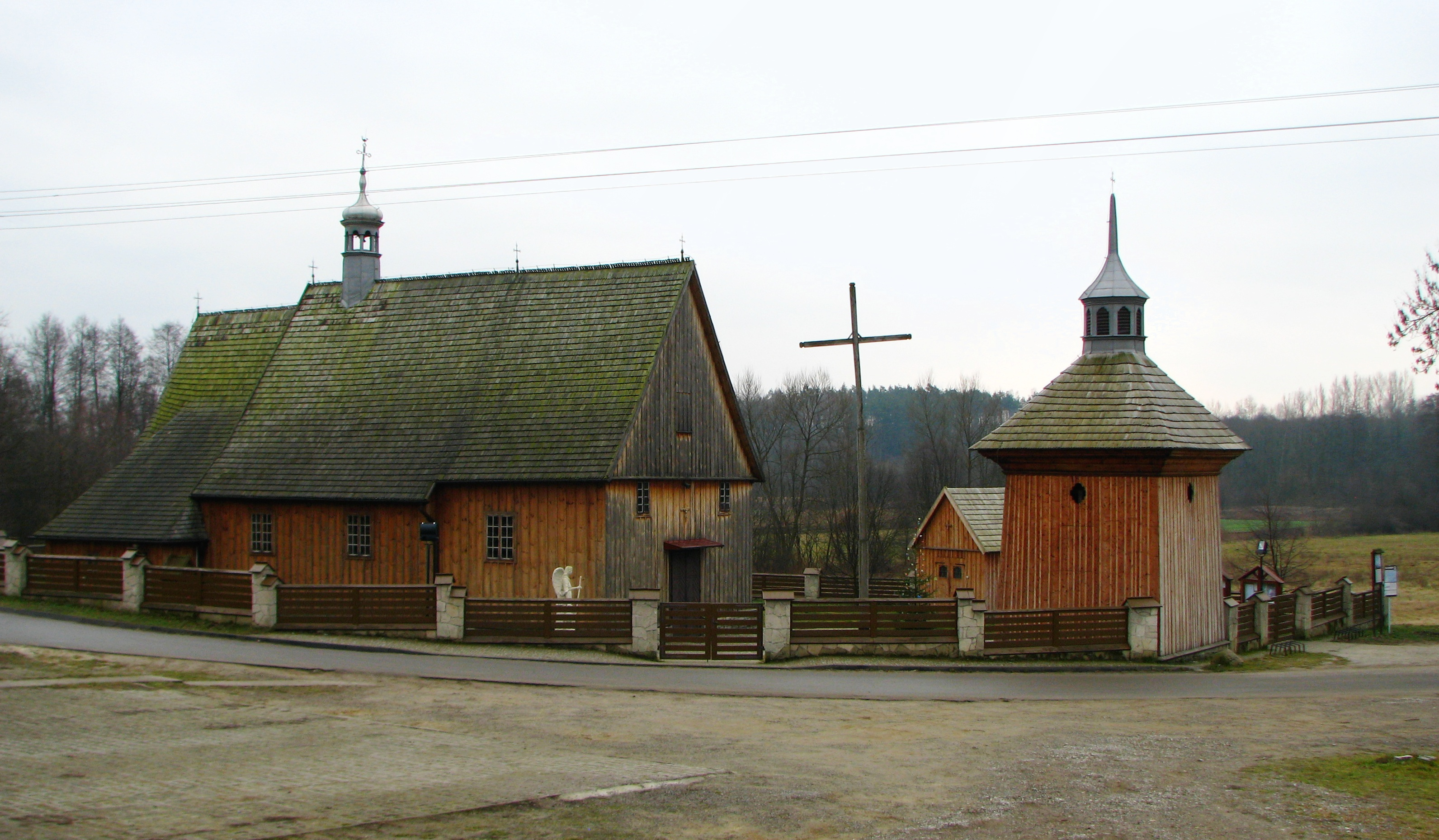
Holzkirche in Niekrasów
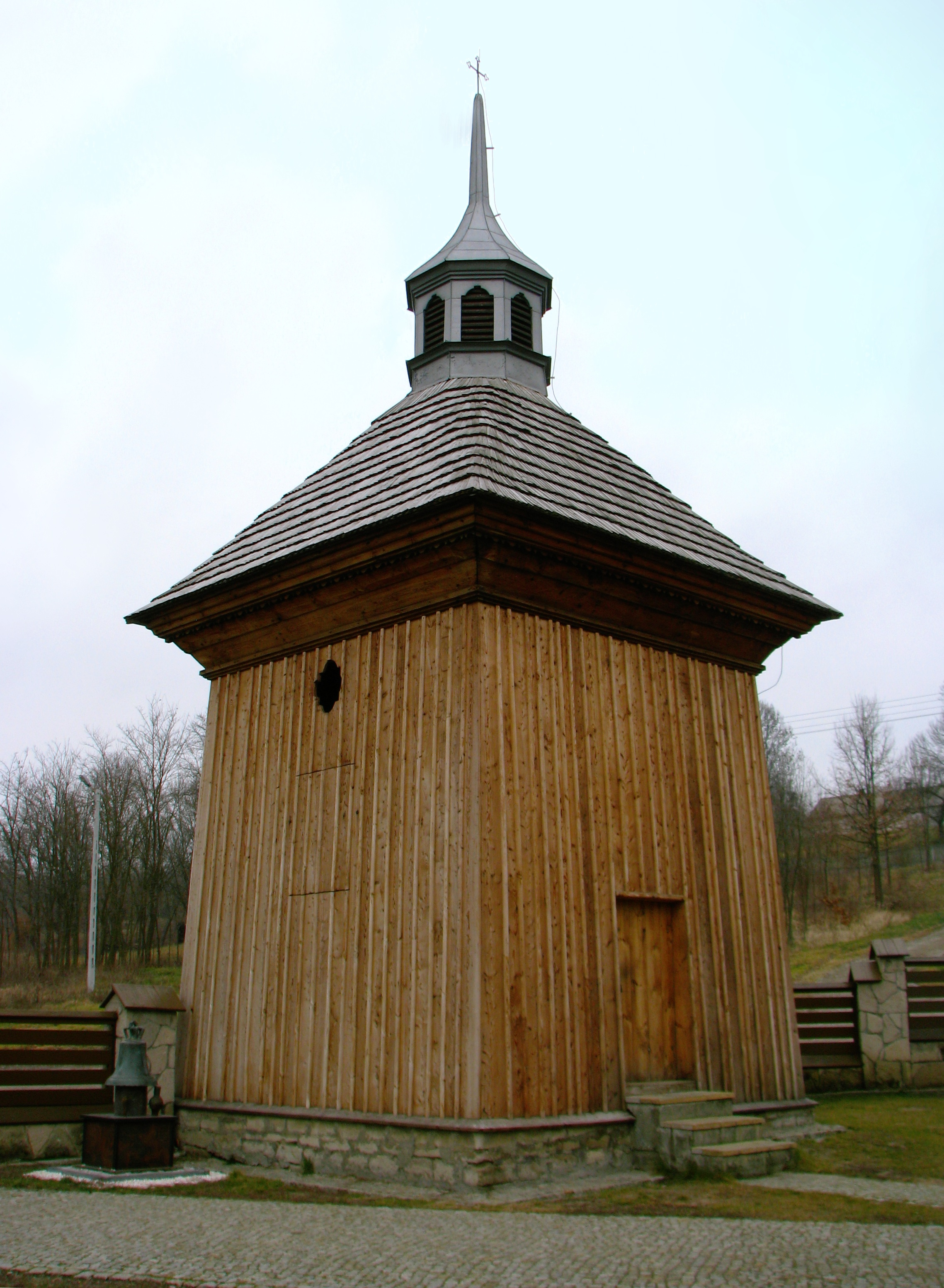
Glockenturm in Niekrasów
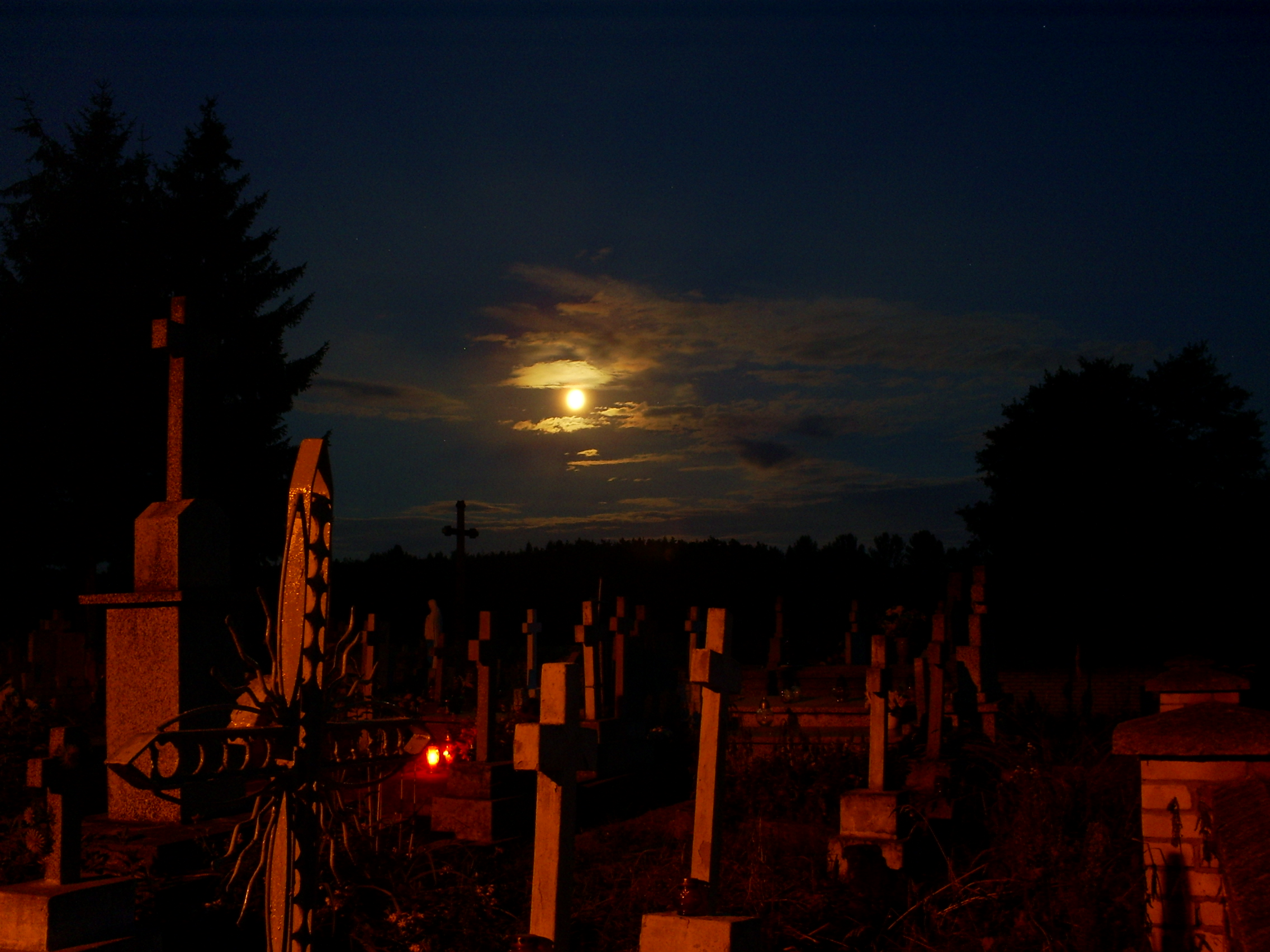
Friedhof in Niekrasów
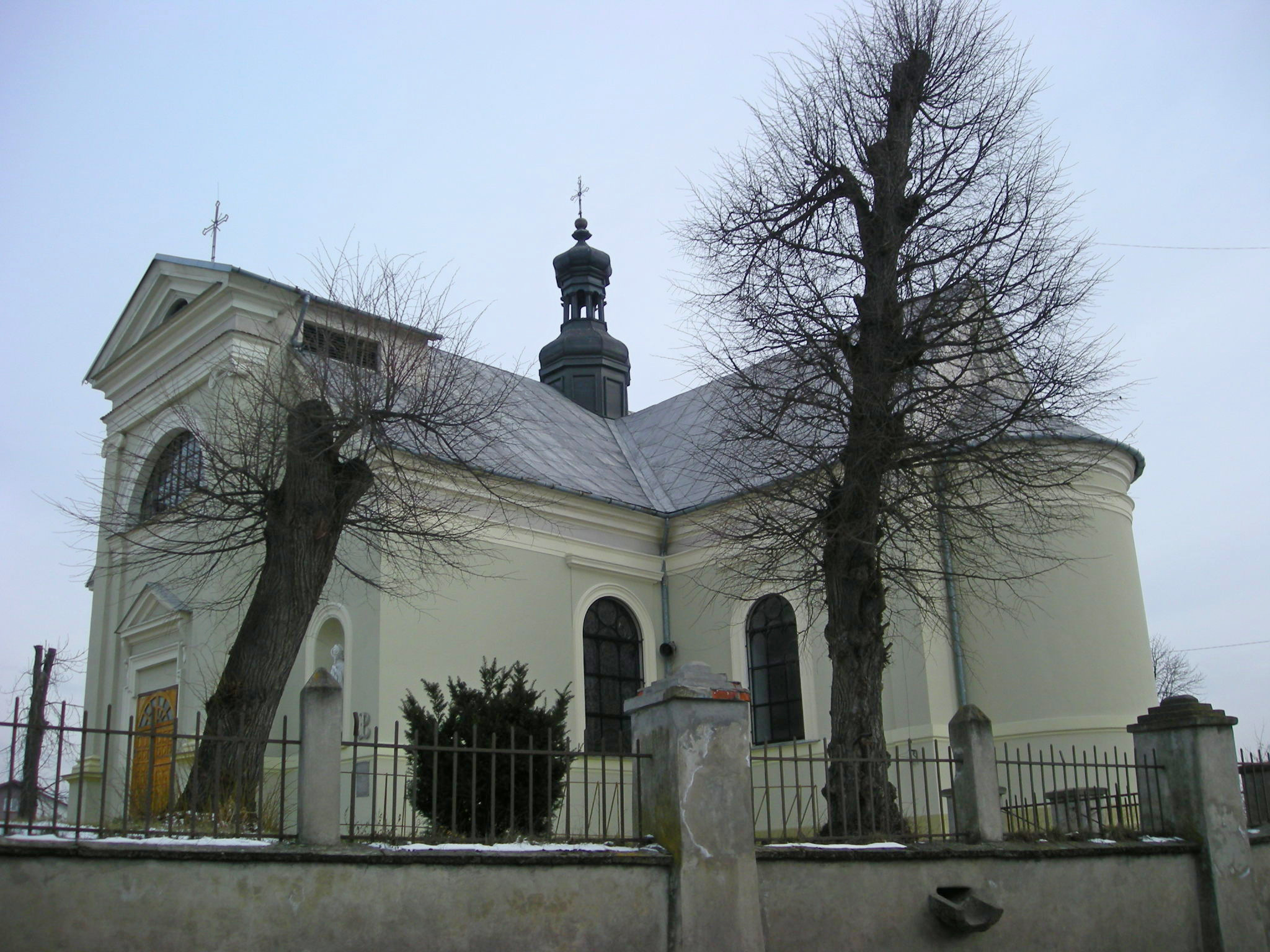
Pfarrkirche in Osiek